# 娄艺潇
婁藝瀟（1988年12月27日—），中國女演員、女歌手，遼寧省大連市人，毕业于上海戏剧学院音乐剧专业。因出演电视剧《爱情公寓》里的胡一菲一角为人熟知。

## 生平
娄艺潇自小喜欢歌舞表演，参加了各类艺术辅导班，学习钢琴、舞蹈和声乐，获得声乐考级九级、钢琴七级证书，亦曾是竞技健美操项目的国家二级运动员。
2006年考入上海戏剧学院表演系。大一时，参加了第五届全国推新人大奖赛，入围全国十佳歌手。大二期间，都市青春喜剧《爱情公寓》开拍，已经进入剧组的学长陈赫介绍娄艺潇到剧组试镜胡一菲这个角色。娄艺潇在剧中塑造了一个“野蛮泼辣的御姐”形象，这个角色也是娄艺潇最知名的一个角色。
2016年，娄艺潇登上央视春晚，与乔杉、修睿一起表演小品《快递小乔》
2017年，因为在《跨界歌王》的出色表现，得以签约华纳音乐并发布第一首单曲《野生情人》。2018年8月发行专辑《LOURA》。
2020年6月，娄艺潇成为了bilibili的一名up主，以视频的形式分享汉服文化、茶文化的常识。

## 影视作品

### 电视剧
| 首播年份 | 剧名           | 角色              | 备注                          |
| 2009年   | 我用音乐说爱你 | 朱莉叶            | 音乐电视剧                    |
| 2009年   | 爱情公寓第一季 | 胡一菲            |                               |
| 2010年   | 爱情公寓外传   | 胡一菲(客串)      | 剧名別称“《爱情公寓》第1.5季” |
| 2011年   | 爱情公寓2      | 胡一菲            |                               |
| 2011年   | 带刀女捕快     | 庞妃              |                               |
| 2011年   | 女子特案組     | 周菲菲            |                               |
| 2012年   | 爱情公寓3      | 胡一菲            |                               |
| 2012年   | 摩登女婿       | 姚冰              |                               |
| 2013年   | 爱情自有天意   | 万惠香(青年)/唐糖 | 第二部：爱情心心相印          |
| 2013年   | 爱情悠悠药草香 | 黄采薇            | 又名:藥草世家                 |
| 2014年   | 爱情公寓4      | 胡一菲            |                               |
| 2014年   | 鹿鼎記         | 建宁公主          |                               |
| 2015年   | 你是我的姐妹   | 安宁              |                               |
| 2015年   | 爱情珠宝       | 方梓妍/夏洛伊     |                               |
| 2018年   | 忘情歌         | 程婴              |                               |
| 2020年   | 爱情公寓5      | 胡一菲            |                               |
| 2020年   | 高兴的酸甜苦辣 | 李颯颯            |                               |
| 2021年   | 男翔技校       | 郝云云            | 網路微短剧                    |
| 2022年   | 东北夜市英雄传 | 李雪期            | 網路剧                        |
| 2022年   | 我们这十年     | 罗冰冰            | 單元《唐宫夜宴》              |
| 2023年   | 欢颜           | 崔萍              | 網路剧                        |
| 2024年   | 别对我动心     | 陳茵              | 網路剧                        |
| 待播     | 你会撒谎吗     | 郝乐意            |                               |

### 电影
| 上映年份 | 电影名                 | 角色             |
| 2009年   | 随风摇曳               | 罗锦             |
| 2009年   | 滑向未来               | 宵宵             |
| 2010年   | 美丽生命               | 单单             |
| 2018年   | 捉妖记2                | 羽毛仙子（客串） |
| 2018年   | 爱情公寓：新次元大冒险 | 胡一菲           |
| 2024年   | 新龙门客栈(網絡電影)   | 金镶玉           |
| 2024年   | 我的爷爷               | 王丽翠           |
| 待上映   | 一路惊奇之桃之夭夭     |                  |
| 待上映   | 日月                   |                  |

### 微电影
| 上映年份 | 电影名       | 角色 | 备注       |
| 2012年   | 独奏者的秘密 | 小琳 | 音乐微电影 |

### 话剧
《婚姻风景》、《长椅》、《糖果》、《满时光，好时光》

### 音乐剧
《歌星与猩猩》、《芝加哥》、《美女与野兽》、《弘一法师》、《梦见狮子》

### MV
2012
- 《放開愛》戚薇  合作演员:陈赫
- 《轮廓》蘇醒

2013
- 《小小世界》娄艺潇
- 《枪神的荣耀》娄艺潇

2017
- 《野生情人》娄艺潇

2018
- 《我的未来式》爱情公寓
- 《非类》娄艺潇
- 《最好的朋友在身边》娄艺潇
- 《好想他》娄艺潇
- 《海市蜃楼》娄艺潇
- 《naughty ball》娄艺潇
- 《缱绻》娄艺潇

### 廣告
- 《爱情公寓番外篇之辣味英雄传》

## 音乐作品

### 专辑
| 次序 | 專輯資訊                                                                          | 曲目 |
| 1st  | 《LOURA》 - 發行日期：2018年8月2日 - 发行公司：华纳音乐 - 格式：CD · 数字音乐下载 | 曲目 1. 海市蜃楼 2. Little Too Loud 3. 非类 4. 野生情人 5. 好想他 6. 缱绻 7. 态度 8. 七嘴八舌 9. 隐形刺青 10. Naughty Ball |

### 单曲
| 曲名                                      | 发行日期       | 备注                             |
| 枪神的荣耀                                | 2013年4月10日  | 网游《枪神纪》主题曲             |
| 野生情人                                  | 2017年7月21日  |                                  |
| Step By Step                              | 2017年12月13日 | 电影“假如王子睡着了”插曲         |
| 好想他                                    | 2018年7月26日  |                                  |
| 最好的朋友在身边                          | 2018年9月20日  | 电影《爱情公寓》主题曲           |
| 管他呢                                    | 2019年11月8日  |                                  |
| 风雨逆行者                                | 2020年2月24日  | 公益歌曲                         |
| 樱花珞                                    | 2020年4月30日  |                                  |
| 每一次回望                                | 2020年12月19日 |                                  |
| 大梦人间                                  | 2021-07-01年   | 动画《少年歌行互动版》片尾曲     |
| 无名的远方 （Feat: 苏运莹、王瑞淇、喻言） | 2022-01-24年   | 《流行金曲排行榜》助力冬奥主题曲 |
| 木兰辞                                    | 2022年7月17日  |                                  |
| 秋去                                      | 2022年12月9日  |                                  |
| 心猿意马                                  | 2022年12月16日 |                                  |
| 春风说                                    | 2023年2月12日  |                                  |
| 秩秩                                      | 2023年2月25日  |                                  |
| Lucilla                                   | 2023年8月30日  | 《剑与远征》神魔双子版本主题曲   |
| 月满人归                                  | 2023年9月20日  |                                  |
| 归如潮                                    | 2023年11月4日  |                                  |

### 參與演唱會幫唱嘉賓
- 楊宗緯《2017聲聲聲聲VOCAL巡唱PLUS》西安站、杭州站與北京站

## 獎項
- 2013国剧盛典 演技飛躍女演員獎《愛情悠悠藥草香》